# Dominique-Vincent Ramel

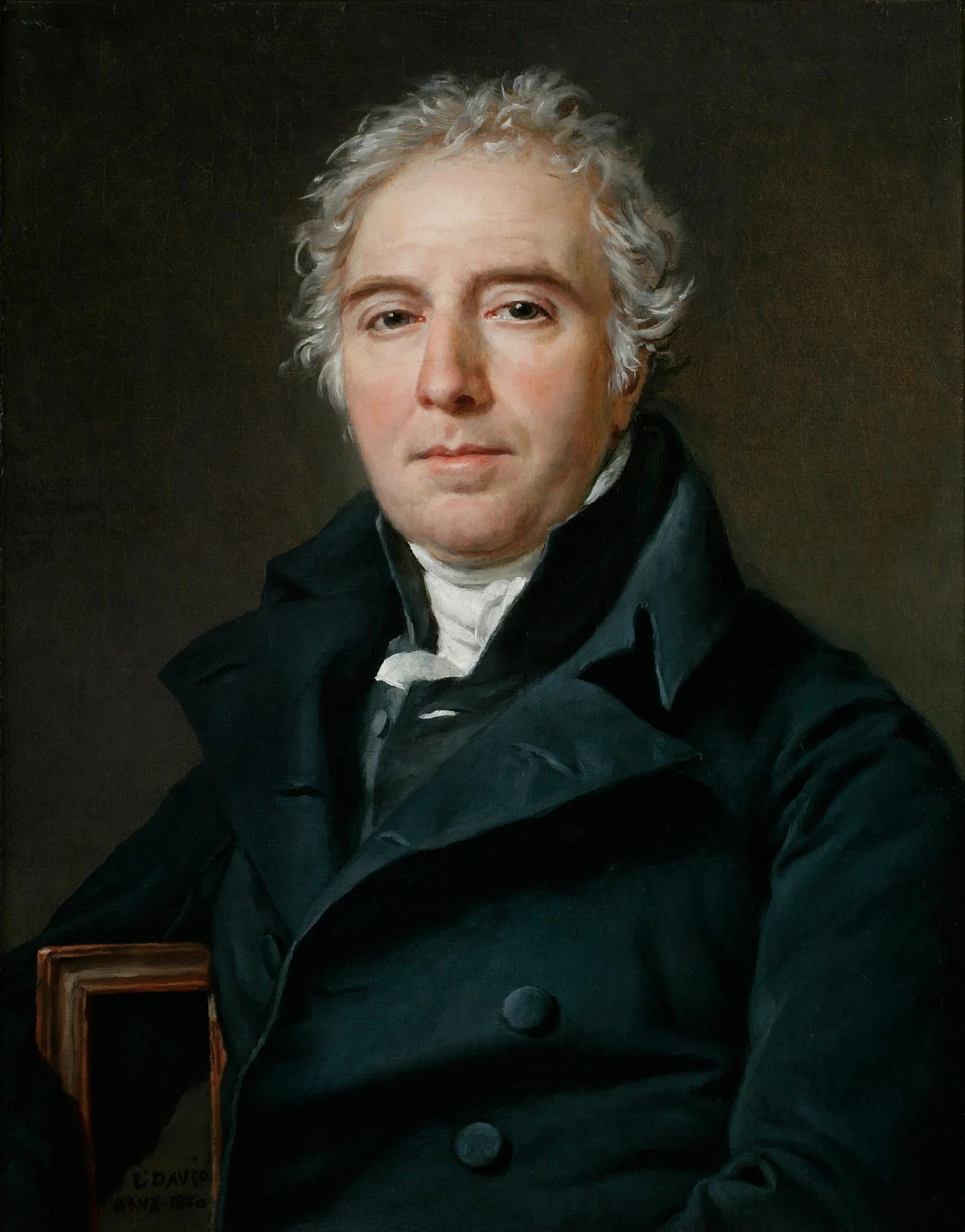
Portretschilderij door Jacques-Louis David (1820)

Dominique-Vincent Ramel, met eigen toevoeging de Nogaret en onder de revolutie Ramel-Nogaret (Montolieu, 3 november 1760 – Brussel, 31 maart 1829) was een Franse advocaat en politicus. Hij was lid van de Nationale Conventie (1792-1795) en van de Raad van Vijfhonderd (1795-1796) en werd onder het Directoire minister van Financiën (1796-1799). Hij was een energiek hervormer, maar kreeg de schuld van veel wat misliep. In 1815 steunde hij Napoleon tijdens de Honderd Dagen, waarna de Restauratie hem als zogenaamde koningsmoordenaar dwong zijn leven in ballingschap te beëindigen. Tot zijn dood leefde hij gefortuneerd in Brussel.

## Jonge jaren
Dominique werd geboren in Montolieu aan de voet van het Zuid-Franse gebergte Montagne Noire. De familie van zijn vader bezat daar een textielmanufactuur. Zijn ouders waren Jean-Baptiste Ramel (1718-1800) en Marie-Rose Ducup de Saint-Ferriol († 1791). Hij behaalde een licentiaat rechten in Toulouse en verwierf in 1784 in Montolieu een rechtersambt, dat voor hem werd heropgericht (capitaine viguier et juge royal). Van zijn oudoom Louis-Joseph Benazet kocht hij in 1787 het ambt van openbaar aanklager (avocat du roi) bij de maréchaussée en de presidiale rechtbank in Carcassonne. Twee jaar later erfde Ramel diens vermogen, waaronder het château du Petit-Versailles in Montolieu.

## Nationale Grondwetgevende Vergadering

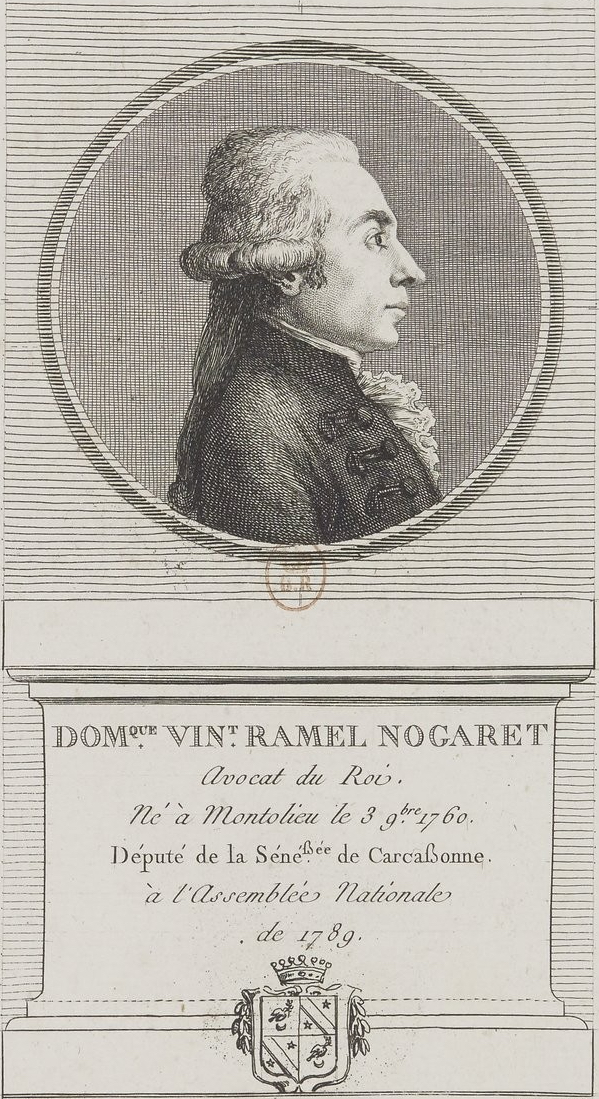
Portretgravure uit de eerste revolutiejaren

Met zijn belangstelling voor de nieuwe ideeën werd Ramel de Nogaret op 23 maart 1789 verkozen door de derde stand van de sénéchaussée Carcassonne om te zetelen in de Staten-Generaal. Hij legde de Eed op de Kaatsbaan af en werd in de Nationale Vergadering lid van het comité voor vervreemding, dat de nationale goederen moest te gelde maken. In juni 1791 werd hij op missie gestuurd naar Brest, waar hij muiterij in de marine tot bedaren bracht.
Ramel was geen briljante spreker, maar op grond van zijn werk in de comité's werd hij op 18 juli 1791 secretaris van de Nationale Vergadering. Hij verzette zich tegen de verdeling van Frankrijk in departementen omdat hij vreesde dat dit de fiscale inkomsten zou verminderen. Na de ontbinding van de Nationale Vergadering op 30 september 1791 werd hij verkozen tot voorzitter van de civiele rechtbank in Carcassonne.

## Nationale Conventie
Op 4 september 1792 verkoos het departement Aude Ramel in de Nationale Conventie. Hij nam plaats op de banken van de Plaine en zetelde in het comité van financiën, waar hij samenwerkte met zijn streekgenoot Pierre-Joseph Cambon. Op het proces tegen Lodewijk XVI stemde hij voor de doodstraf zonder uitstel maar met beroep op het volk. Hij mengde zich vooral in financiële debatten over het te gelde maken van de bezittingen van émigrés, het invoeren van assignaten, het verdelen van belastingen en het plafonneren van voedselprijzen, waar hij tegen was. Ook het uitwerken van de grondwet van 1793 genoot zijn aandacht.
Als lid van het nieuwe Comité de salut public stelde hij voor een "vaderlijke commissie" om voorafgaandelijk aan de eigenlijke berechting de schuldvraag te beantwoorden. Op zijn voorstel werd de gedwongen lening van 1 miljard op 3 september 1793. Hij was betrokken in de onfrisse speculaties rond des Compagnie des Indes, maar werd niet aangeklaagd. Hij was zelf degene die Fabre d'Églantine beschuldigde en die de verbeterde versie van het vervalste decreet liet aannemen. Op 26 juli werden Ramel en Cambon door Robespierre beticht van malversaties, maar de volgende dag kwam de Onomkoopbare ten val. 
In 1795 werd Ramel op missie naar Nederland gestuurd en hielp hij het snelle succes van de troepen van Pichegru te verzekeren. Mee op grond van zijn overtuiging dat het beter was een koloniale en maritieme bondgenoot tegen Engeland te hebben, werd beslist Nederland niet te annexeren, maar een vazalstaat op te richten genaamd Bataafse Republiek. 

## Minister van Financiën
Bij zijn terugkeer werd Ramel op 14 oktober 1795 door het departement Aude verkozen in de Raad van Vijfhonderd. Op grond van zijn specifieke kennis, en uit onvrede met de tegenwerking van de Italiaanse confiscaties door Faipoult, werd hij op 14 februari 1796 benoemd tot minister van Financiën. De veroveringsoorlogen slorpten veel geld op en de overheidsfinanciën stonden er slecht voor. Hij ontwikkelde het idee van een kadaster en verving de assignaten door territoriale mandaten. Deze operatie was een mislukking, waarna hij het papiergeld helemaal afschafte. In september 1797 verlichtte hij de staatsschuld door twee derde ervan af te schrijven in een consolidatie, die bekend kwam te staan als het banqueroute des deux tiers. In november 1797 voerde hij een reorganisatie door die departementale belastingdiensten creëerde. Onder zijn bewind werd ook de belasting op deuren en vensters ingevoerd, maar de opbrengst was onvoldoende om het begrotingstekort te dekken.
Aangezien belastingverhogingen niet toereikend waren en leningen door het recente bankroet onmogelijk, nam Ramel zijn toevlucht tot het betalen van militaire leveranciers door hen fiscale macht te "delegeren" ten belope van hun schuldvordering. Deze operaties waren omgeven door steekpenningen en corruptie. Na de jakobijnse verkiezingsoverwinning van 1799 kwam het Directoire onder vuur te liggen door een rapport van Génissieu. Ramel nam de verdediging van de directeurs op zich in een document dat onder meer de delegaties ter sprake bracht. Met Scherer en Reubell werd hij nu zelf het grootste doelwit van kritiek. Op 20 juli 1799 kon hij er niet meer onderuit ontslag te nemen. Het Directoire zong het slechts vier maanden langer uit, zodat zijn kwijting plaatsvond onder het Consulaat op 20 december 1799.

## Latere carrière

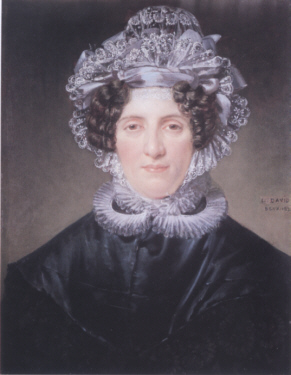
Ange-Pauline-Charlotte Panckoucke (Jacques-Louis David, 1820)

Na zijn ministerschap werd Ramel weer advocaat. Dat hij toch nog ministeriële ambities koesterde, bleek tussen de lijnen uit zijn boek Des finances de la République française en l'an IX, waarin hij een aantal fiscale voorstellen formuleerde. Maar minister Gaudin zat stevig in het zadel en zelf was hij te sterk geassocieerd met het bankroet van 1797 en met de corrupte belastingdelegaties. In 1807 leek hij opnieuw te solliciteren met een werk waarin hij zijn bancaire kennis etaleerde, Du change, du cours des effets publics et de l'intérêt de l'argent. 
Ondertussen deed hij vanuit Parijs zaken met de Languedoc, Rijsel, Antwerpen en Brussel (waar hij in 1802 een vastgoedontwikkeling rond een spektakelzaal voorstelde, en mogelijk toen ook woonde). Vanuit Moskou werd Ramel in 1812 benoemd in de algemene raad van de Aude. Tijdens de Honderd Dagen van 1815, toen Napoleon terugkeerde uit ballingschap, aanvaardde hij een aanstelling tot prefect van de Calvados. Dit in combinatie met zijn stem voor de doodstraf van Lodewijk XVI zorgde ervoor dat hij onder de Restauratie getroffen werd door de verbanningswet van januari 1816. 
Hij vestigde zich in Brussel, waar hij advocaat was en investeerde in vastgoed en fabrieken. Hij trad toe tot de vrijmetselaarsloge Les Amis philanthropes. In de ballingengemeenschap trok hij voornamelijk op met Cambon, Cambacérès en de schilder David, die in 1820 het portret schilderde van hem en zijn vrouw. Die laatste diende in november van dat jaar een verzoek in aan koning Lodewijk XVIII om te mogen terugkeren, maar er werd Ramel geen clementie verleend. Hij huwde zijn twee dochters uit in Brussel en overleed er op 68-jarige leeftijd aan een kanker van de bovenlip. De pastoor van de Zavelkerk had hem de laatste sacramenten toegediend. Zijn graf is overgebracht naar de begraafplaats van Brussel.

## Familie
In oktober 1799 trouwde Ramel met Ange-Pauline-Charlotte-Josèphe Panckoucke (1779-1840), dochter van de Rijselse bankier  
Placide-Joseph Panckoucke. Ze hadden twee dochters:
- Pauline-Angélique-Rose Ramel (1800-1878)
- Mélanie Ramel (1804-1881)

## Publicaties
- Des finances de la République française en l'an IX (1800-1801)
- Du change, du cours des effets publics et de l'intérêt de l'argent, considérés sous le rapport du bien général de l'État (1807)
- Les deux Khans de la presqu'île de l'Inde, Recueil des opinions des Anciens et des Modernes et des différents peuples sur le gouvernement (ongepubliceerde allegorische roman)

## Voetnoten
1. ↑  Bruguière 1986, p. 120

- Biblioteca Nacional de España: XX5881563
- Bibliothèque nationale de France: cb125311384 (data)
- CiNii: DA09566328
- Gemeinsame Normdatei: 100544207
- International Standard Name Identifier: 0000 0001 0805 1679
- Library of Congress Control Number: no90012642
- Nederlandse Thesaurus van Auteursnamen: 275850218
- Réseau des bibliothèques de Suisse occidentale: 02-A009406885
- Système universitaire de documentation: 059342382
- Trove: 1490852
- Virtual International Authority File: 122019145
- WorldCat: E39PBJqbpmMkkk8TvG9FckkJjC